# Words (пісня F. R. David)
"Words" - це пісня F. R. David, випущена в 1982 як сингл з його дебютного однойменного альбому.

## Версії
В 2006, Девід випустив франкомовну версію пісні в дуеті зі співачкою Віндою Сильвіаною, під назвою "Words, J'aime ces Mots". Пара також записала дует англійської версії.

### Gouache
Кавер пісні "Words" - третій сингл з дебютного альбому гурту Gouache з альбому «Simple Me».
- Іван Розін — вокал
- Олександр Філоненко — гітара
- Тарас Феник — бас-гітара
- Андрій Ковальчук — барабани
- Дмитро Сехно — клавішні
- Лейбл: Укрмузпром, Lavina Music
- Продюсер: Віталій Клімов

Під новий 2008 рік гурт вирішив записати та екранізувати власну версію пісні французької зірки 80-х F.R. David «Words», що в цьому році відзначала свій срібний ювілей — «Words 25». Відома всім і кожному пісня ще ніколи не отримувала статусу новорічної, але, зробивши власне аранжування і додавши кілька нових нот, «гуашівці» перетворили романтичність 80-х на блискуче ретро на рубежі 2007-го і 2008 років.
Знімальний майданчик під час процесу був переповнений величезною кількістю людей, адже ідея відео полягала у відтворенні автентичного новорічного телешоу 80-х років. Для посилення ефекту камери 25-річної давнини, вагою в 400 кілограмів, що були у павільйоні Національної телекомпанії України, використовували не лише як реквізит — вони записували все, що відбувалося. Таким чином, кліп став майже стовідсотковим флеш-беком у 80-ті.
Реквізит і камери, що були у павільйоні, бачили не один десяток новорічних шоу. Дивно було спостерігати, як у найкоротші терміни шалений механізм, що складався з режисерів, музикантів, операторів, акторів, танцюристів, масовки, візажистів, перукарів, стилістів, художників, постановників, створив справжнє новорічне шоу в межах зйомок кліпу GOUACHE. Очевидно, телевізійний Дух позитивно сприйняв намір гурту нагадати глядачеві про минулі часи і роки перших кроків телебачення.
27 листопада гурт презентував пісню перед публікою київського Палацу спорту в рамках шоу «Дискотека 80-х», а в новорічну ніч на каналі ICTV це шоу побачила вся країна.

## Зноски
1. ↑  Gift Horse + Bloom + Josh Thorpe at The Glad Cafe, Glasgow on 26 May 2019. The Glad Cafe. 26 травня 2019.